# برونو بيلين
برونو بيلين (بالكرواتية: Bruno Belin)‏ (مواليد 16 يناير 1929) هو لاعب كرة قدم. يلعب مع منتخب يوغوسلافيا لكرة القدم. سبق له أن لعب في كأس العالم لكرة القدم مع منتخب بلاده.

## مسيرته الكروية
لعب برونو بيلين خلال مسيرته الاحترافية مع نادِ واحدٍ في اثنا عشر موسمًا وسجل خلالها 10 أهداف ضمن 205 مباراة. حيث فاز في موسمين بالكأس وفي موسمين بالدوري.
خاض برونو بيلين مسيرته مع نادي بارتيزان في موسم 1951 ليلعب معه اثنا عشر موسمًا، مشاركًا في 205 مباراة سجل خلالها 10 أهداف.

## روابط خارجية
- برونو بيلين على موقع قاعدة بيانات كرة القدم.إي يو (الإنجليزية)
- برونو بيلين على موقع ناشيونال فوتبول تيمز (الإنجليزية)
- برونو بيلين على موقع عالم كرة القدم.نت (الإنجليزية)